# Котляревське (Кальміуський район)
Котляре́вське (до 2009 року — Котлярівське) — село в Україні, у Бойківській громаді Кальміуського району Донецької області. Населення становить 36 осіб.

## Загальні відомості
Розташоване на березі балки Гірка. Відстань до райцентру становить близько 26 км і проходить переважно автошляхом місцевого значення. Село розташоване на межі з Матвієво-Курганським районом Ростовської області Російської Федерації.
Перебуває на території, яка тимчасово окупована російськими терористичними військами.

## Населення
За даними перепису 2001 року населення села становило 36 осіб, з них 41,67% зазначили рідною мову українську, а 58,33% — російську.